# St. Peter und Paul (Brunn)

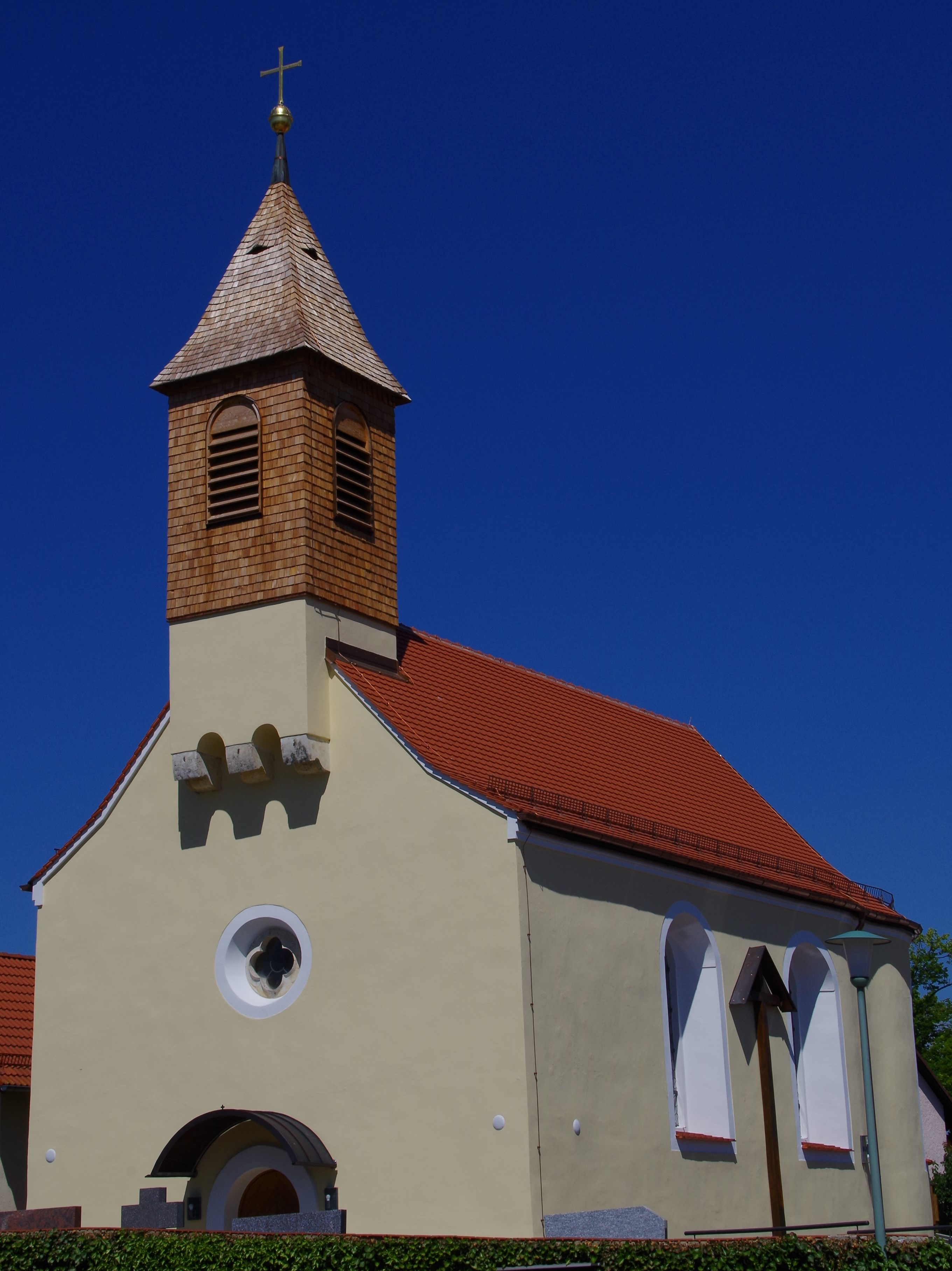
St. Peter und Paul (Brunn)

Die römisch-katholische, denkmalgeschützte Filialkirche St. Peter und Paul steht in Brunn, einer Gemeinde im Landkreis Regensburg der Oberpfalz. Sie gehört zur Pfarrei zu Frauenberg im Bistum Regensburg. Das Bauwerk ist unter der Denkmalnummer D-3-75-122-1 als Baudenkmal in die Bayerische Denkmalliste eingetragen.

## Beschreibung
Eine romanische Kapelle in Brunn wurde 1281 an das Kloster Pielenhofen verkauft, das unter Verwendung der Mauern ihres Langhauses 1741 eine Saalkirche bauen ließ. Diese besteht aus einem Langhaus und einem gering eingezogenen, halbrund geschlossenen Chor im Osten. Über dem Giebel im Westen des Langhauses wurde 1774 ein quadratischer, mit Schindeln verkleideter, mit einem Pyramidendach bedeckter Dachreiter errichtet, der den Glockenstuhl beherbergt, in dem zwei Kirchenglocken hängen, die 1982/83 erneuert werden mussten. 
Im Inneren sind Langhaus und Chor mit einer Flachdecke überspannt. Beide sind mit einem Chorbogen verbunden. Zur Kirchenausstattung gehört ein um 1750/60 errichteter, konkav gestalteter, von Pilastern flankierter Hochaltar, neben dem die Statuen des Bernhard von Clairvaux und des Wendelin stehen. Im Altarauszug befindet sich ein Relief mit der Darstellung des Salvator Mundi.